# Chamaecrista pilosa
Chamaecrista pilosa là một loài thực vật có hoa trong họ Đậu. Loài này được (L.) Greene miêu tả khoa học đầu tiên.